# Waldenstein
Waldenstein es una localidad situada en el distrito de Gmünd, en el estado de Baja Austria, Austria. Tiene una población estimada, a principios del año 2022, de 1174 habitantes.
Está ubicada al noroeste del estado, cerca de la frontera con República Checa y el estado de Alta Austria.